# Velká Vačeška
Velká Vačeška (Vaceška, Káclovka) (německy Grosse Waczeschka) je zaniklá vinice a usedlost, která stávala jižně pod Rokoskou v pražské Libni a nad rovněž zaniklou vinicí Bulovka. Zanikla v 1. čtvrtině 20. století (1908–1915) při výstavbě Fakultní nemocnice Bulovka. Její rozloha byla 7 jiter polí a 1 jitro vinic, jak uvádí Tereziánský katastr. Původ názvu vinice Vačeška není znám. V mapách je označována též jako Vaceška, Gr. Waczeschka nebo často také podle jednoho z tehdejších majitelů Káclovka. Existovala rovněž vinice a usedlost Malá Vaceška, která stávala východně při ulici k usedlosti Bulovka.

## Historie
Vinná réva se v Praze pěstovala již v době zrodu města, na přelomu 9. a 10. století. Největší rozkvět pražských vinic nastal v době panování Karla IV., za jehož vlády došlo k největšímu rozkvětu pražského vinařství. Již po roce 1333 nechal Karel IV. přivézt nejlepší odrůdy révy vinné z Francie a Rakouska a rozdal je vinařům.

## Vinice za Karla IV.
Nařízení o zakládání vinic a viniční řád Karla IV. z roku 1358. Karel IV., král český a císař římský, vydal 16. února 1358 nařízení o zakládání vinic pro Prahu a 12. května 1358 pro města královská. V nařízení se praví:
| „                                                    | Chtějíce z vlastní vůle a naší nekonečné laskavosti, jakož i s pomocí Boží, zlepšiti stav našeho království a všech jeho obyvatel, nařizuji: Zakládat vinice na všech horách obrácených k poledni do vzdálenosti 3 míle kolem Prahy. Každý, kdo takové hory vlastní, má začít se zakládáním do 14 dní po vydání tohoto privilegia. Kdo by sám zakládati nechtěl nebo nemohl, ať na jeho pozemku zakládá ten, komu jej perkmistr propůjčí. Kdo vinici založí, bude ode dne, kdy se zakládáním započal, po 12 let od všech daní a dávek svoboden. Počínaje 13. rokem bude odevzdávat majiteli pozemku desátek a králi z každé vinice půl džberu vína ročně. Každá vinice bude 16 prutů dlouhá a 8 prutů široká. Všechny vinice vysazené v roce 1358 byly osvobozeny od ungeltu a zemské berně navždy. Konšelé Starého Města pražského volí perkmistra pro Prahu a města královská. Vinicím nesmí nikdo škodit, ať urozený nebo neurozený. Kdo bude přistižen ve dne při škodě na hroznech nebo réví, pěšky nebo na koni, či děláním cesty přes vinici, propadne pravou rukou, nevyplatí-li ji 20 kopami českých grošů perkmistrovi. Kdo byl polapen v noci, ten propadne hrdlem a jeho majetek připadne perkmistrovi. Byl-li zloděj při škodách na vinici zabit, pak ten, kdo zabil, nic víc nepropadne než dva haléře, kteréž na tělo zabitého položiti má. Sporné případy se řeší na radnici Starého Města pražského | “ |
| — Nařízení o zakládání vinic a viniční řád Karla IV. | |   |

Díky tomuto privilegiu se okolí města stalo jednou z největších vinařských oblastí v Čechách. Tato konjunktura trvala až do třicetileté války.
Třicetiletá válka z dochovaných pramenů však velmi postihla i Velkou Vacešku, stejně jako ostatní okolní vinice, a nějaký čas se na ní nehospodařilo. Později pak místo pěstování pouze vinné révy se Vaceška změnila v usedlost, kde se pěstovaly i jiné plodiny a vinice byly spíše doplňkem. Dokládá to v roce 1747 i Tereziánský katastr, kdy 7 jiter plochy bylo věnováno pěstování a pouze 1 jitro bylo viničné.
V době Tereziánského katastru (1747 a dále) byl majitelem apelační rada Jan František Petsch, jemuž náleželo v Libni více usedlostí (například Červená Báň, Bulovka nebo Pečová). Další záznamy uvádí, že před polovinou 19. století vlastnil Velkou Vačešku č. p. 102 Josef Katzel (přesněji zakoupil ji na začátku 19. století jeho předek Mathias Katzel, a to na hypotéku), podle kterého byla Velká Vaceška nazývána a dokonce i v mapách značena jako Káclovka, jak tehdejší dokumenty a mapy Libně dokládají. Majitelem Káclovky byl na přelomu 19. a 20. století Antonín Vosátka.
V první čtvrtině 20. století (1908–1915) zanikla při výstavbě Nemocnice Na Bulovce (dnes na základech usedlosti stojí levé křídlo chirurgického pavilonu), usedlost byla víceméně už neudržována z původních tří domů klasického dvora do tvaru "U" zbyl přes zbořením jen jeden.
Důvodem zániku ostatních vinic bylo postupné zprůmyslování celé oblasti (viz např. přilehlá vinice Bulovka), několikeré válečné škody, povětrnostní vlivy a nemoce vinné révy, ale rovněž začátek zahrádkářství, kdy se vinice přeměňovaly na zahrady, a zcela zajímavou výjimkou, která není doložena ani na Moravě, ve střední či východní Evropě, je zřizování rekreačních sídel z bývalých viničních domů.
Z původních 700 ha tak zůstalo v Praze necelých 11 ha. Mezi nejznámější dnešní vinice patří Grébovka, Svatováclavská vinice, Salabka, Máchalka nebo vinice sv. Kláry. 

## Viničné domy a vinice
Na vinicích se budovaly viničné domy. Viničné domy byly často mezi 16. a 19. stoletím používány jako letoviska Pražanů, sloužila jako rekreační zázemí. To se však Velké Vacešky netýkalo, ta byla usedlostí do samého konce. I to rozhodlo o jejím konci a zboření domů, jelikož nebyly tehdy nikterak historicky cenné, jak tomu naopak bylo u též zaniklé vinice Rokosky, která těsně sousedila s Velkou Vaceškou a kde se dochovala mj. kaple.